# 오대회요
《오대회요》(五代會要)는 중국 송나라의 왕부(王溥)가 편찬한 책으로, 총 30권이다.

## 같이 보기
- 당회요